# Mana (Nouvelle-Zélande)
Mana est une banlieue de la cité de Porirua, située dans l’île du Nord de la Nouvelle-Zélande.

## Situation
La ville est localisée sur un isthme étroit bordé à l’ouest par l’entrée de la crique naturelle nommée Porirua Harbour (en) et à l’est par la crique de Pauatahanui, extension de Porirua Harbour.
L’île de Mana se trouve à 3 kilomètres à l’ouest de l’isthme.
La State Highway 1/S H 1 et la ligne de chemin de fer de la ligne principale de l’île du Nord (en) passent toutes les deux à travers le centre de la ville de Mana.
Une augmentation significative des capacités du trafic à travers la ville de Mana survint en 2005 et 2006, quand un second pont sur le trajet de la SH1 fut ajouté à son extrémité sud permettant d’introduire des voies réservées aux véhicules à occupation multiple et plusieurs séries d’éclairage du trafic routier dans le cadre de la mise à niveau du secteur allant de la ville de Plimmerton à celle de Paremata.
La ville est desservie par une gare, la gare de mana (en).

## Municipalités limitrophes
|  | Camborne |
|  | Mana     |
|  | Paremata |

## Toponymie
Mana était connue sous le nom de « Dolly Varden » (d’après celui d’un bateau) jusqu’en 1960, quand la pression locale entraîna un changement de nom du secteur pour celui de « Mana »  .